# Arshad Nadeem
Arshad Nadeem, född 2 januari 1997, är en pakistansk friidrottare som tävlar i spjutkastning.

## Karriär
2021 blev han den första pakistaniern någonsin att kvalificera sig direkt till friidrottstävlingarna vid olympiska sommarspelen 2020, väl där han blev han också den första pakistaniern att nå en olympiska final i friidrott. I finalen slutade han på femte plats. 
Vid samväldesspelen 2022 vann Nadeem guld och kastade för första gången över 90 meter då han vann på 90,18 meter. 
Vid världsmästerskapen i friidrott år 2023 i Budapest vann han silver i spjutkastning.
Vid OS 2024 i Paris satte han nytt olympiskt rekord med 92,97 meter. Med det resultat vann han OS-guldet över tre meter före den regerande mästaren  Neeraj Chopra. 